# XERO
株式会社XERO（ゼロ）は、アダルトゲーム製作会社である。

## 概要
プロデューサーのMOKAが代表を務めている。ブランドに「XANADU」や「めろめろキュート」、「C:drive.」、等がある。姉妹ブランドの「しとろんソフト」は2010年8月31日にクリアブルーコミュニケーションズ（Purple software）に移籍した。
2003年に株式会社ウィルと共同ブランド「Spirit Speak」を立ち上げたが、現在は活動を停止している。

## 作品一覧
Harbor - 解散
- 2003年10月31日 - 真夏の扉 〜君と綴る物語〜

Spirit Speak - 活動休止
- 2003年12月12日 - あののの。 〜君と過ごしたあの日あの時あの未来〜
- 2006年3月24日 - CCホスピタル

XANADU（キサナドゥ）
- 2004年10月8日 - ときどきパクッちゃお!
- 2005年3月25日 - シス×みこ
- 2005年11月25日 - ひめしょ! 〜ショタ系主人公のはわわ奮闘ADV〜

めろめろキュート
- 2006年6月30日 - はちゅかの
- 2007年5月25日 - ドラクリウス
- 2008年2月29日 - 残暑お見舞い申し上げます。 〜君と過ごしたあの日と今と〜
- 2008年12月19日 - ミンナノウタ 〜Everyone's song〜
- 2009年9月25日 - 魔法少女の大切なこと。

C:drive.
- 2007年2月23日 - おいしい魔法のとなえかた。
- 2007年11月22日 - ツイ☆てる
- 2008年4月25日 - ステルラエクエス 〜贖罪の姫騎士〜
- 2008年6月27日 - どこでもすきしていつでもすきして
- 2009年5月29日 - ステルラエクエス コーデックス 〜黄昏の姫騎士〜
- 2009年10月30日 - なかだしトリロジー
- 2010年2月26日 - 催眠生活 〜校則だから仕方ない!?〜
- 2010年11月26日 - 恋愛催眠〜ツンな彼女がデレる催眠〜
- 2011年7月29日 - 妹スタイル
- 2011年9月30日 - 理-コトワリ- 〜キミの心の零れた欠片〜
- 2012年3月30日 - リア充催眠〜リアルが充実する催眠生活はじめました。〜
- 2012年11月22日 - 痴漢のライセンス
- 2014年5月30日 - 超催眠学園

C:Drive/F
- 2011年5月7日 - 復讐催眠〜月の姫君は服従の夢をみるか？〜

D:Drive
- ツゴウノイイ彼女シリーズ
  - 2012年8月31日 - ツゴウノイイ彼女〜Hカップいいなり服従委員長『遥』〜
  - 2012年10月26日 - ツゴウノイイ彼女〜Iカップ甘えさせ癒し系上級生『夏音』〜
  - 2012年12月21日 - ツゴウノイイ彼女〜Gカップおもらしツンデレ下級生『瑠璃子』〜
  - 2013年4月26日 - ツゴウノイイ彼女タチ
  - 2013年4月26日 - ツゴウノイイ彼女タチ〜ハーレムエピソード〜
- 2013年10月25日 - ツゴウノイイ家族
- 2014年4月24日（本体）/翌5月中（各アイドル別追加シナリオ＋ハーレムルート） - ツゴウノイイアイドル[1]

しとろんソフト（クリアブルーコミュニケーションズに移籍）
- 2009年2月27日 - みここ!
- 2009年11月27日 - 妹スマイル

ぱわふるソフト
- 2010年5月28日 - よう∽ガク

その他
- 2004年4月2日 - メイドさんしぃしー（発売はLe.Chocolatブランド）

## 主なスタッフ
原画
- 榊MAKI
- なるみすずね
- 瑠奈璃亜

シナリオ
- 藤崎竜太
- 武藤礼恵